# Desa Pringgodani (administrativ by i Indonesien, lat -8,28, long 112,57)
Desa Pringgodani är en administrativ by i Indonesien.   Den ligger i provinsen Jawa Timur, i den västra delen av landet, 700 km öster om huvudstaden Jakarta.